# Ктенидии

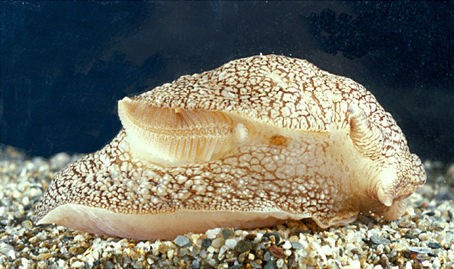
Pleurobranchaea meckelii. Слева виден перообразный ктенидий

Ктенидии (от др.-греч. ctenos, «весло») — первичные органы газообмена моллюсков (Mollusca). Исходно представляли собой парные двусторонне перистые жабры, расположенные в мантийной полости. В некоторых группах моллюсков претерпели значительные преобразования. Неоднократно утрачивались, например, у лёгочных улиток и голожаберных.

## Базовый план строения
В качестве исходного состояния обычно рассматривается наличие только одной пары ктенидиев. При этом каждый ктенидий состоял из опорного тяжа и двух рядов ресничных пластинок (ламмелл), придающих ктенидию сходство с птичьим пером. Внутри опорного тяжа залегают приносящий и выносящий кровеносные сосуды, мышцы и нервы ктенидия. Собственно газообмен с водой происходит через эпителий ламелл.

## Модификации ктенидиев
Эволюционно ктенидии многократно модифицировались: изменялось как их число, так и строение. Так, у большинства брюхоногих моллюсков, в связи с эволюционной торсией и возникновением асимметричного тока воды в мантийной полости, один из ктенидиев полностью утрачен. У двустворчатых моллюсков ктенидии типичного строения имеются только в группе Protobranchia, а у остальных на их основе развиваются значительно более сложные жабры, которые используются не только для газообмена, но и для добычи пищи. У головоногих моллюсков в основании каждого ктенидия находится дополнительное жаберное сердце, сокращения которого усиливают кровоток.